# Kohägrar
Kohägrar är en grupp inom hägersläktet Ardea som på grund av avvikande ekologi och morfologi, tidigare behandlats som det egna släktet Bubulcus, beskrivet 1855 av Charles Lucien Bonaparte.
Senare studier av kärn-DNA och mitokondrie-DNA visar dock att kohägrarna tillhör samma klad som, och ligger inbäddad i Ardea, varför de numera (2024) ofta placeras i släktet Ardea.
Man särskiljer två arter, som förekommer från södra Europa till Australien, i Afrika samt i sen tid invandrad till Nord- och Sydamerika:
- Kohäger (A. ibis)
- Orientkohäger (A. coromanda)

Orientkohäger behandlades tidigare ofta som underart till A. ibis.